# Принц Риджънт (проток)
Принц Риджънт или Принц-Регент (на английски: Prince Regent Inlet) е проток в Северния ледовит океан, в източната част на Канадския арктичен архипелаг, между остров Съмърсет на запад и полуостров Бродер на остров Бафинова земя на изток. Дължината му от север на юг е около 220 km, а ширината му – от 64 km на север до 105 km на юг. На север се свързва със западната част на протока Ланкастър, като границата се прекарва между носовете Кларънс (на запад) и Йорк (на изток), а на юг – със залива Бутия, като границата преминава от най-южния нос на остров Съмърсет (на запад) до нос Кейтър (на изток). Бреговете му са предимно ниски и слабо разчленени. Протокът е доста дълбок, с максимална дълбочина 439 m. Напълно или частично се освобождава от ледове от август до първата половина на септември. Северният вход на протока е открит от британската полярна експедиция, възглавявана от Уилям Едуард Пари през юли 1819 г. През 1829 г. шотландският полярен изследовател Джон Рос открива и картира западния и източния му бряг.